# 효자 김영성 정려
효자 김영성 정려는 대한민국 충청남도 공주시 신풍면에 있다. 1997년 6월 5일 공주시의 향토문화유적 제23호로 지정되었다.